# Dawaro
Dawaro fou un estat musulmà comerciant establert al sud d'Etiòpia en una banda de terreny llarga i estreta a l'est del Bale, i centrat a la ciutat d'Harar arribant probablement fins al Wadi Shabele al sud, al país dels danakil al nord i a l'estat d'Ifat (Adal) a l'est. En el temps de l'emperador Amda Sion (1312-1342) d'Abissínia l'estat va tenir fins i tot un enclavament a la riba nord de la part inferior del riu Hawash, territori que després fou part del sultanat d'Awasa.
L'estat va sorgir a finals del segle xiii o començament del XIV i estava dirigit per un rei (títol makuannen) que era vassall de l'emperador. Durant el regnat d'Amda Sion es va revoltar el rei Haydara i es va unir als revoltats a l'Adal, però la revolta fou sufocada. El regne va restar vassall etíop fins al 1548 quan s'hi va establir un governador nomenat per l'emperador Galawdewos, de nom Panuel. Segons al-Umari el país es creuava en cinc dies al llarg i en dos dies a l'ample.
L'estat va disposar d'un exèrcit considerable. Els habitants musulmans eren hanafites. A partir del segle xvi algunes referències anomenen tanmateix Dawaro a un altre regne, l'estat sidama de Kullo, a causa del fet que Kullo havia estat colonitzat per emigrants de Dawaro en temps de la guerra entre Etiòpia i Ahmad Grañ d'Afdal (1527-1542).